# Kargaran
Kargaran (en persa: كارگران‎, también romanizado como Kārgarān) es un pueblo en el distrito rural de Keyvan, en el distrito central del condado de Khoda Afarin, provincia de Azerbaiyán Oriental, Irán. Su población en el censo de 2006 era de 26 habitantes, en 6 familias. El pueblo está poblado por la tribu kurda Mohammad Khanlu.